# Avunculato
L'avunculato o avuncularismo è qualsiasi istituzione sociale in cui esiste una relazione speciale tra lo zio e il figlio o la figlia della sorella. Questa relazione può essere formale o informale, a seconda della società. Le prime ricerche antropologiche si sono concentrate sull'associazione tra la discendenza avunculata e matrilineare, mentre le ricerche successive si sono estese a considerare l'avunculato nella società in generale.

## Definizione
Il termine avunculato deriva dal latino avunculus, lo zio materno. Il dizionario Treccani definisce l’ "avunculato" come segue:
“Nel linguaggio dell'antropologia sociale, denominazione della particolare struttura di parentela per la quale lo zio materno assume determinati diritti e doveri nei confronti del nipote”
L'avunculato è frequente nelle società matriarcali in quanto lo zio materno assume la funzione di figura maschile di riferimento, cioè di protezione ed educazione del bambino, che in una società patriarcale sono attribuite al padre. Delle tracce di questo tipo di rapporto speciale sopravvivevano nell'antichità classica, come l'antica Grecia.

## Ricerca antropologica
La ricerca sull'avunculato all'inizio del XX secolo si è concentrata sull'associazione tra le società avunculate e patrilineare/matrilineare. Franz Boas ha classificato vari accordi avunculati in base al luogo di residenza nel 1922. Henri Alexandre Juno ha affermato che l'avunculato nello Tsonga indicava che la società era stata precedentemente matrilineare. Alfred Radcliffe-Brown identificò gli Tsonga (BaThonga) del Mozambico, i Tongani del Pacifico e i Nama della Namibia come società avventate già nel 1924. Ha anche ampliato il concetto per incorporare altre relazioni familiari.
La ricerca successiva è andata oltre la questione del matrilinealismo. Claude Lévi-Strauss incorpora l'avunculato nel suo "atomo di parentela". Jan N. Bremmer ha sostenuto, sulla base di un'indagine sui popoli indoeuropei, che l'avvuncolato è spiegato dal principio dell'educazione al di fuori della famiglia (estesa) e non indica matrilinealismo.

### Società avunculata
Una società avunculata è quella in cui una coppia sposata vive tradizionalmente con il fratello maggiore della madre dell'uomo, cosa che si verifica più spesso nelle società matrilineari. Il termine antropologico "residenza avunculare" si riferisce a questa convenzione, che è stata identificata in circa il 4% delle società mondiali.
Questo schema si verifica generalmente quando un uomo ottiene il suo status, il suo ruolo lavorativo o i suoi privilegi dal parente maschio matrilineare più anziano più vicino. Quando il figlio di una donna vive vicino al fratello, è in grado di imparare più facilmente come deve comportarsi nel ruolo matrilineare che ha ereditato.

### Culture con un avunculato formale
Secondo la legge comune kazaka, i nipoti avunculati potevano prendere qualsiasi cosa dai parenti della madre fino a tre volte. Nel passato kirghiso un nipote, a una festa presso lo zio o il nonno materno, poteva prendere qualsiasi cavallo dal loro gregge o qualsiasi prelibatezza.
Nel sud-ovest degli Stati Uniti, la tribù Apache pratica una forma di questo, in cui lo zio è responsabile dell'insegnamento dei valori sociali e del comportamento corretto dei bambini mentre l'eredità e l'ascendenza vengono calcolati solo attraverso la famiglia della madre. Le influenze moderne hanno in qualche modo cancellato questa tradizione, ma non completamente. 
I Chamorros delle Isole Marianne e il Taíno delle Isole Turks e Caicos sono esempi di società che hanno praticato la residenza avunculare.

## Matrimonio avunculato
Nella terminologia storica (non antropologica), un matrimonio avunculato è il matrimonio di un uomo con la figlia di sua sorella (non esplicitamente proibito dagli elenchi di Levitico 18). Nella maggior parte delle società avunculate nel senso usato dagli antropologi, un tale matrimonio violerebbe i tabù dell'incesto che regolano le relazioni tra membri dello stesso lignaggio matrilineare.